# Laphria annulata
Laphria annulata är en tvåvingeart som beskrevs av Gimmerthal 1834. Laphria annulata ingår i släktet Laphria och familjen rovflugor. Inga underarter finns listade i Catalogue of Life.